# Josep Giró i Roca
Josep Giró i Roca (La Seu d'Urgell, 12 de novembre de 1955 - Sant Julià de Lòria, 10 de gener de 2019) fou un esquiador de fons català.

## Biografia
Giró fou un pioner i un referent de l'esquí de fons a Catalunya, disciplina en la que es proclamà campió de Catalunya en vint ocasions i d'Espanya en quinze, en diferents distàncies. A més, fou membre del Centre Excursionista de Catalunya i va formar part tant de la selecció catalana com espanyola d'esquí de fons, competint als campionats del món de 1982, 1985 i 1987, així com als Jocs Olímpics d'Hivern de Lake Placid (1980), Sarajevo (1984) i Calgary (1988). Es va proclamar vencedor absolut de la Marxa Beret de 1981 i 1984.
Un cop retirat de la pràctica professional de l'esquí, Giró fou seleccionador nacional, així com monitor d'esquí i d'activitats de lleure a l'estació d'esquí nòrdic de La Rabassa (Andorra), on també exercí com a cap de pistes.

## Palmarès
Jocs Olímpics de Lake Placid (1980)
- 30 km estil lliure masculí: 47a posició (1:41:57.97)
- 15 km estil lliure (sortida individual): 55a posició (0:51:30.06)

Jocs Olímpics de Sarajevo (1984)
- 50 km estil clàssic (sortida en massa): 51a posició (2:33:31)
- 15 km estil lliure (sortida individual): 45a posició (45:50.30)
- 30 km estil lliure masculí: 56a posició (1:43:18)

Jocs Olímpics de Calgary (1988)
- 50 km estil clàssic (sortida en massa): 58a posició (2:27:05.8)
- 30 km estil lliure: 59a posició (1:38:01.5)
- 15 km estil lliure masculí: 63a posició (48:54.2)[6]